# Bosporos Rupes
Bosporos Rupes és una formació geològica de tipus rupes a la superfície de Mart, localitzada amb el sistema de coordenades planetocèntriques a -39.3 latitud N i 305.68 ° longitud E, que fa 531.42 km de diàmetre. El nom va ser aprovat per la UAI l'any 1976 i fa referència a una característica d'albedo.